# Marie Delattre
Marie Delattre (n. 4 martie 1981, Arras, communauté urbaine d'Arras⁠(d), Franța) este o caiacistă ce a reprezentat Franța, medaliată olimpică. A participat la 3 ediții ale Jocurilor Olimpice (2004, 2008, 2012) în care a câștigat o medalie de bronz.